# Roman Burlaca
Roman Burlacă (n. 17 decembrie 1992, Chișinău) este un regizor din Republica Moldova. Este cel mai cotat regizor de videoclipuri din Republica Moldova și unul dintre cei mai cotați din România, având în portofoliu peste 40 de videoclipuri, dar și spoturi publicitare pentru câteva agenții de publicitate de la Chișinău.

## Biografie

### Educație
S-a născut în 1992 la Chișinău, Republica Moldova, într-o familie de artiști – mama era regizor de teatru, tatăl saxofonist. A absolvit Liceul Teoretic „Ștefan cel Mare” din Chișinău și Academia de Muzică, Teatru și Arte Plastice din același oraș, specialitatea Regie și montaj Film & TV, clasa profesorilor Vlad Druck și Mircea Chistruga. A studiat dreptul.

### Debutul și cariera
În 2014 a executat clipul piesei Cristinei Scarlat „Wild Soul”, care a reprezintat Republica Moldova la Concursul Muzical Eurovision 2014 în Danemarca. În același an a colaborat cu casa de producție Antler din Canada la clipul cântecului „Experience” al Angèle Dubeau⁠(d), care a fost inclus în coloana sonoră a filmului Mommy⁠(d) de Xavier Dolan, nominalizat la Cannes.
În 2015 a lansat primul videoclip pentru Carla's Dreams la piesa „Farewell”. La începutul anului 2016, a lansat pentru același proiect videoclipul la piesa „Te rog”, premiat la Media Music Award 2016 (Best Music Video).
Burlaca deține propria casă de producție „BR Films” cu sediul la Chișinău și o filială la București. A făcut clipuri pentru artiști precum: Carla's Dreams, Inna, Alexandra Stan, Mohombi, Antonia, Uzzi, Ruby, Nicoleta Nucă, Irina Rimes, Lori, Yanka, Vali Boghean, Angèle Dubeau etc.